# Matilde Huici

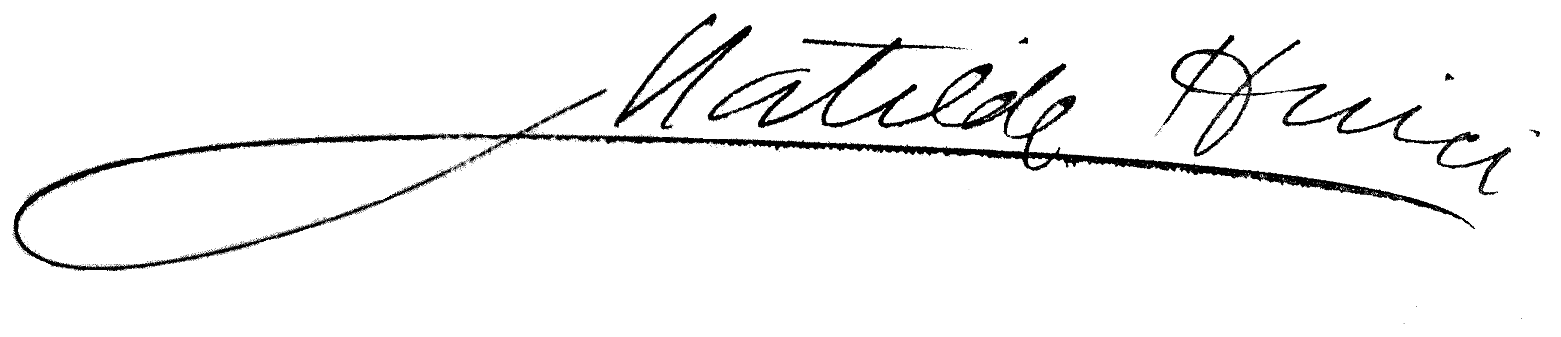
Unterschrift „Matilde Huici“, 1939.

Matilde Huici Navaz (* 3. August 1890 in Pamplona; † 13. April 1965 in Santiago de Chile) war eine spanische Lehrerin, Anwältin, Pädagogin und Suffragette. Sie arbeitete nicht nur mit María de Maeztu bei der Organisation der Residencia de Señoritas und des Lyceum Club Femenino zusammen, sondern war auch Mitbegründerin der Asociación Española de Mujeres Universitarias (zusammen mit Victoria Kent und Clara Campoamor im Jahr 1928) und spanische Delegierte in der „Beratenden Kommission für soziale und humanitäre Fragen“ des Völkerbundes. 1940 ging sie nach Chile ins Exil, wo sie 1944 die Escuela Educadora de Párvulos an der Universidad de Chile gründete und eine intensive pädagogische Tätigkeit entfaltete, bevor sie im Alter von 74 Jahren starb.

## Leben
Matilde Huici war das dritte von vier Kindern von Ascensión und Juan Huici in einem liberalen, republikanischen und wirtschaftlich wohlhabenden Elternhaus. Im Alter von 17 Jahren absolvierte sie eine Ausbildung zur Grundschullehrerin in Bilbao und trat 1909 eine Stelle als Lehrerin im Schulverbund des Viertels Ulía-Ategorrieta in Donostia-San Sebastián an, wo sie zwei Jahre später zur Direktorin ernannt wurde. 1916 zog sie nach Madrid, um in die Residencia de Señoritas einzutreten, wo sie unter anderem Englisch und Französisch sowie Stenografie erlernte. Drei Jahre später qualifizierte sie sich an der Escuela de Estudios Superiores de Magisterio (Hochschule für Lehrerausbildung) und begann ein Jurastudium. Im Jahr 1922 wurde sie Grundschulinspektorin in Santa Cruz de Tenerife und im folgenden Jahr trat sie als Stipendiatin der Junta para Ampliación de Estudios in das Middlebury College in Vermont ein, wo sie ab September 1923 Spanisch unterrichtete. Ihre Beurlaubung von ihrem Posten als Inspektorin ermöglichte es ihr, 1926 ihr Jurastudium abzuschließen und in die Madrider Anwaltskammer einzutreten. Sie war die dritte Frau, die nach Victoria Kent und Clara Campoamor in das Ilustre Colegio de la Abogacía de Madrid aufgenommen wurde.
Aufenthalte in Chicago und New York City ermöglichten es ihr, die Arbeitsweise der Jugendgerichte in diesen Städten kennenzulernen und zu studieren. Nach ihrer Rückkehr nach Spanien im Jahr 1925 wurde sie in die Real Academia de Jurisprudencia y Legislación, die königliche Akademie der Rechtswissenschaften, aufgenommen.
Ohne ihren Beruf aufzugeben und weiterhin an der Residencia de Señoritas zu unterrichtend, beteiligte sie sich am Jugendgerichtshof von Madrid (1927) und an der öffentlichen und politischen Debatte über die Reform der Justiz in Bezug auf die Situation der Frauen. Sie engagierte sich bei der Gründung der Juventud Universitaria Femenina, die später unter dem Namen Asociación Española de Mujeres Universitarias bekannt wurde und die Teil der Graduate Women International.
1927 heiratete Matilde im Alter von 36 Jahren Luis San Martín, der verwitwet war und einen Sohn hatte, den sie adoptierte und der dann Luis San Martín Huici hieß.
1928 gehörte sie zu den Förderern der gescheiterten Agrupación Liberal Socialista, und 1931 traten sie und ihr Mann der Partido Socialista Obrero Español (PSOE) bei.
Nach der Ausrufung der Republik trat Huici in den Unterausschuss für Strafrecht der Rechtsberatungskommission des Justizministeriums ein; außerdem wurde sie im Rahmen der Tätigkeit des Obersten Rates für den Schutz der Kinder (Consejo Superior de la Protección de la Infancia) mit der Inspektion der Jugendvormundschaftsgerichte des Landes betraut. Huici beteiligte sich an der Ausarbeitung des Strafgesetzbuches von 1932 und förderte die Gründung eines Zentrums für Kriminalstudien (Centro de Estudios Penales). Im Jahr 1933 besuchte sie die Sowjetunion, um die dortige Kinderpolitik zu studieren. 1935 wurde sie zur spanischen Delegierten in einer internationalen Kommission für den Schutz von Kindern und Jugendlichen mit Sitz in Genf ernannt. Im März 1933 wurde das Preventorio Femenino in Vigo, das erste in Spanien, nach ihr benannt.
Als Journalistin schrieb sie zwischen 1935 und 1938 Beiträge in der von Andrés Saborit geleiteten Wochenzeitung Democracia, in El Socialista oder in der Zeitschrift Mujeres des Comité de Mujeres contra la Guerra y el Fascismo. Sie schrieb auch einen Artikel in der Zeitung El Sol in der Ausgabe vom 3. Oktober 1931, in dem sie unter dem Titel La reacción, el cura y la mujer („Die Reaktion, der Priester und die Frauen“) ihre Argumente für die Zulassung des Frauenwahlrechts darlegte.
Nach dem Sieg der Frente Popular schlug Huici die Einrichtung eines Instituts für die psychologische Erforschung von Minderjährigen vor, um dort Facherzieher auszubilden, die die Ordensleute im Bildungswesen ersetzen sollten. Eines ihrer Hauptziele war die Säkularisierung der Bildung und der Schutz der Kinder „außerhalb der vorherrschenden religiösen Struktur“. Sie war Mitglied der Asociación de Mujeres Antifascistas und gehörte deren Nationalem Komitee an. Im Verlauf des Bürgerkriegs folgte sie der republikanischen Regierung, zunächst nach Valencia (am 11. März 1937) und dann nach Barcelona. In den ersten Monaten des Jahres 1939 ging sie nach Frankreich und arbeitete beim Komitee für Flüchtlingshilfe in Paris und Genf.
Sie kam am 14. Mai 1940 an Bord des Transatlantikliners Orduña im Exil in Chile an. Sie arbeitete als Französisch-Übersetzerin für den Verlag Espasa Calpe, da ihr juristischer Abschluss nicht anerkannt wurde. Sie konzipierte und organisierte die Escuela Educadora de Párvulos an der Universidad de Chile, deren Direktorin sie von der Gründung im Jahr 1944 bis 1962 war. Während dieser Zeit der Lehrtätigkeit wurde sie 1947 zur Direktorin des Directorio Cultural Chileno-Español ernannt.
Huici starb im Jahr 1965 in Santiago de Chile. Ende des 20. Jahrhunderts wurde ihr zu Ehren die Matilde-Huici-Schule in Peñalolén (Metropolregion Santiago de Chile) eingeweiht.